# Ademir da Costa
Ademir Sidney Ferreira da Costa (ur. 1961) – brazylijski karateka stylu kyokushin, szef i założyciel organizacji Saiwakai. Uczeń Seiji Isobe.

## Życiorys
Trening rozpoczął w wieku 13 lat. Już w wieku 16 lat (w 1978) został Mistrzem Brazylii. Zasłynął w 1984 r. zdobywając 4. miejsce na Mistrzostwach Świata (przegrał z Shōkei Matsui). W roku 1987 w Brazylii pomyślnie ukończył „test 100 kumite”.
W roku 1994 zmarł Masutatsu Ōyama, wówczas w organizacji IKO (International Kyokushin Organisation) nastąpił rozłam, w wyniku którego IKO podzieliło się na kilka organizacji. Ademir da Costa na początku pozostał w organizacji kierowanej przez Shōkei Matsui, jednak w 1996 r. zrezygnował z niej, zakładając własną organizację Saiwakai. Jego organizacja nie ma obecnie większego znaczenia w świecie, występuje prawie wyłącznie na terenie Brazylii (ma także swoje niewielkie przedstawicielstwa w Rosji, USA, Japonii, Argentynie, i kilku państwach Ameryki Łacińskiej).